# Vera Rózsa
Vera Rózsa (Budapest, 16 maggio 1917 – Londra, 15 ottobre 2010) è stata una cantante ungherese.

## Biografia
Iniziò a studiare musica all'età di cinque anni insieme a suo padre. Dopo il diploma si iscrisse all'Accademia musicale Franz Liszt di Budapest, dove fu allieva di Zoltán Kodály.
I suoi primi ruoli furono una donna ebrea in Giuda Maccabeo e Cherubino in Le nozze di Figaro, interpretati presso l'OMIKE, la comunità ebraica degli artisti professionisti di Budapest, nel 1943. Con una voce che copriva sia il mezzo-soprano che il contralto, adottò diversi stili e generi di canto con un ampio repertorio che spaziava dalle opere tradizionali tedesche e italiane, attraverso cantate barocche e lieder, fino a opere del XX secolo e canzoni popolari yiddish.
In quanto appartenente alla comunità ebraica del suo paese, assistette alla perdita di molti colleghi di talento e altre figure culturali di spicco durante l'Olocausto, tra cui il suo primo marito László Weiner, deportato e ucciso in un campo di lavoro in Slovacchia, che tentò invano di salvare con l'aiuto di Zoltán Kodály. Si nascose assumendo una falsa identità di cristiana, e grazie al suo talento per la recitazione riuscì a salvarsi da due interrogatori della Gestapo. Lavorò inoltre presso la delegazione svedese a Budapest con Raoul Wallenberg, il quale cercò di salvare la vita di quanti più ebrei possibile.
Dopo la seconda guerra mondiale Vera Rózsa fu solista dell'Opera di Budapest (1945-1946) e successivamente dell'Opera di Stato di Vienna (1946-1951), dove la sua carriera canora fu interrotta dalla parziale perdita dell'uso di un polmone, il risultato di una polmonite contratta durante la guerra.
Sposò il britannico Ralph Nordell a Roma, con il quale si trasferì in Gran Bretagna nel 1954, dove diede alla luce il figlio David. Insegnò al Royal Northern College of Music per circa 10 anni. Fu invitata a tenere corsi di perfezionamento in tutto il mondo e fu giudice in molti concorsi internazionali di canto.
Come insegnante, dava risalto all'arte e all'interpretazione piuttosto che alla pirotecnica vocale. Era nota per non imporre il proprio stile o tecnica ai suoi studenti, aiutandoli piuttosto a svilupparne il proprio.
Tra i suoi studenti figurano Kiri Te Kanawa, Ileana Cotrubaș, Sonia Theodoridou, Agathe Martel, Karita Mattila, Dorothea Röschmann, Tom Krause, Jyrki Niskanen, Anne Sofie von Otter, Anne Howells, Anthony Rolfe Johnson, François le Roux, Nora Gubisch, Marie Te Hapuku e Ildikó Komlósi.